# Баскин, Владимир Моисеевич
Влади́мир Моисе́евич Ба́скин (род. 10 сентября 1962, Курган) — российский композитор, член Союза композиторов России (2000). Работал музыкальным руководителем Театра эстрады имени А. И. Райкина (Санкт-Петербург).

## Биография
Владимир Моисеевич Баскин родился 10 сентября 1962 года в городе Кургане Курганской области. Родители приехали в Курган из Орла. Отец — Моисей Израилевич Баскин, главный инженер железнодорожной станции Курган, мать — Регина (Рахиль) Моисеевна Баскина (Сухаревская) — врач-терапевт. 
Рано стал проявлять музыкальные способности. Окончил среднюю школу № 47 с преподаванием ряда предметов на английском языке и музыкальную школу № 1 по классу фортепиано, затем одновременно учился в Курганском машиностроительном институте (специальность — «Гусеничные машины») и Курганском музыкальном училище (специальность «Хоровое дирижирование», класс преподавателя Игоря Вениаминовича Кускова), которые окончил в 1985 году. В 1985—1986 годах работал заведующим музыкальной частью в Курганском государственном театре драмы, в 1986—1987 годах годах работал методистом в Управлении культуры Курганской области.
Играл в многочисленных ВИА, в институте был бессменным музыкальным руководителем неоднократного победителя всероссийских конкурсов и фестивалей АГИТ-театра «Альтернатива» (режиссёр Павел Леонидович Волков), ко всем программам которого писал музыку и зонги. 
В 1987 году поступил в Ленинградскую и в 1992 году окончил с отличием Санкт-Петербургскую консерваторию имени Н. А. Римского-Корсакова по специальности «композиция» (класс профессора Бориса Ивановича Тищенко, класс оркестровки — Юрий Александрович Фалик). 
Вернулся в город Курган. С 1991 по 1994 годы работал редактором музыкальных программ в коммерческих телерадиокомпаниях «ИТВ» и «10-й канал», а с 1994 по 1998 годы был соучредителем и программным директором телерадиокомпании «Европа плюс Курган». С 1992 по 1997 годы преподавал в Курганском музыкальном училище. Сочинял музыку к спектаклям Курганского государственного театра драмы, Курганского театра кукол «Гулливер», писал камерные и хоровые произведения.
В город Санкт-Петербург вернулся в 1998 году, где и проживает до настоящего времени. Сотрудничал с многими российскими театрами, в том числе с петербургскими: «Мюзик-Холл», «Фарсы», «Лицедеи», «Балтийский дом», театр имени Ленсовета и театром эстрады имени А. И. Райкина.
Активную композиторскую деятельность ведёт с 1992 года.
Член Союза композиторов России с 2000 года.
С 20хх по 20хх работал музыкальным руководителем Театра эстрады имени А. И. Райкина (город Санкт-Петербург) под художественным руководством заслуженного артиста Российской Федерации Юрия Гальцева.
30 мая 2017 года зарегистрирован как индивидуальный предприниматель.

## Творчество
Автор музыки к 2 балетам («Бесприданница» по пьесе А.Н. Островского и «Попрыгунья» по рассказу А.П. Чехова), 39 мюзиклам, 14 сериалам, художественным, документальным и анимационным фильмам, автор симфонических, хоровых, камерных и вокальных произведений, музыки к театральным и эстрадным постановкам, ледовому шоу с участием российских и западных звёзд, автор песен для звёзд российской эстрады, кино и театра.

### Мюзиклы
Особенное место в творчестве Владимира Баскина занимают мюзиклы, многие из которых поставлены и идут с большим успехом в городах России и стран СНГ. Многие мюзиклы уже поставлены более десяти раз.
- «Призрак замка Кентервиль» (О. Уайльд), мюзикл, либретто Вячеслава Вербина.
- «Шведская спичка» (А.П. Чехов), мюзикл-фарс, тексты муз. номеров Сергея Маковского.
- «Поединок» (А.И. Куприн), музыкальная драма, либретто Вячеслава Вербина.
- «Подлинная история поручика Ржевского», водевиль-оперетта, либретто Олега Солода и Андрея Максимкова, тексты муз.номеров Игорь Бедных.
- «Сирано де Бержерак», рок-мюзикл, либретто Константина Рубинского.
- «Средство Макропулоса» (К. Чапек), мюзикл, либретто Константина Рубинского.
- «Любовь без предрассудков» (по комедии В.П. Катаева «Дорога цветов») — музыкальная комедия, редакция Олега Солода, тексты муз. номеров Николая Голя.
- «Одиссея капитана Блада» (Р. Сабатини), мюзикл, либретто Михаила Мишина и Вячеслава Вербина, тексты музыкальных номеров Сусанны Цирюк.
- «Первая любовь» (И.С. Тургенев), музыкальная драма, либретто Евгения Муравьёва.
- «Капитан Фракасс» (Т. Готье), мюзикл, либретто Евгения Фридмана.
- «Портрет Дориана Грея» (О. Уайльд), мюзикл, либретто Натальи Индейкиной, тексты музыкальных номеров Эдуарда Гайдая.
- «Ася» (И. Тургенев), музыкальная драма, либретто Евгения Муравьёва.
- «Великий Гэтсби» (Ф.С. Фитцжеральд), мюзикл, идея Юлии Стрижак, либретто Натальи Индейкиной, тексты музыкальных номеров Константина Рубинского.
- «Ночь с Диогеном» (Б.М. Рацер и В.К. Константинов), музыкальная комедия.
- «Женитьба Бальзаминова» (А. Островский), мюзикл, либретто Евгения Муравьёва.
- «Ищите женщину», мюзикл, либретто Евгения Муравьёва.
- «В джазе только девушки», мюзикл, либретто Евгения Муравьёва.
- «Двенадцать месяцев» («Морозко») по мотивам словацкой народной сказки, либретто Сергея Маковского
- «Кошка, которая гуляла сама по себе» (Р. Киплинг), либретто Нонны Слепаковой и Галины Бухариной
- «Вовка в 3D-евятом Царстве», детский мюзикл, либретто Константина Рубинского.
- «Приключения Незнайки» (Н. Носов), семейный мюзикл, либретто Николая Голя.
- «Алиса в Стране чудес» (Л. Кэрролл), мюзикл, либретто Владимира Баскина, Николая Голя, Софьи Журавлёвой и Леонида Тучинского.
- «Братец Кролик и Братец Лис» (Д. Харрис), детский мюзикл-вестерн, либретто Евгения Муравьёва.
- «Принцесса и людоед», семейный мюзикл по сказке И. Тургенева, либретто Евгения Муравьёва.
- «Волшебный посох Деда Мороза», детский новогодний мюзикл, либретто Евгения Муравьёва.
- «Варвара-краса — длинная коса» (по сказке В.А. Жуковского), семейный мюзикл, либретто Евгения Муравьёва.
- «Стойкий оловянный солдатик» (по сказке Х. К. Андерсена), детский мюзикл, либретто Константина Рубинского.
- «Невероятное (новогоднее) космическое путешествие», детский мюзикл-ужастик, либретто Евгения Муравьёва.
- «Новые приключения в Простоквашино», семейный мюзикл, пьеса Ильи Губина, тексты музыкальных номеров Натальи Макаровой.
- «Принцесса из Листвии» («Ёлка из Листвии»), (по мотивам сказки Элинор Фарджон), семейный мюзикл, либретто Ольги Варшавер и Татьяны Тульчинской.
- «Емеля в Голливуде», детский мюзикл, либретто Бориса Рацера и Владимира Константинова.
- «Арап Петра Великого», мюзикл по одноимённому роману А.С. Пушкина, либретто Евгения Муравьёва.
- «Война и Мир. Первый бал Наташи Ростовой», мюзикл по роману Л.Н. Толстого, либретто Натальи Индейкиной, тексты музыкальных номеров Эдуарда Гайдая.
- «Щелкунчик», детский мюзикл по сказке Э.Т.А. Гофмана, либретто Евгения Муравьёва.
- «Горе от ума», мюзикл по комедии А.С. Грибоедова, либретто Евгения Муравьёва.
- «Любимчик Императрицы», муз. водевиль, автор пьесы Виктор Ольшанский, тексты музыкальных номеров Евгения Муравьёва.
- «Укрощение мужчин или дамы всегда в дамках», муз. водевиль по водевилю Н. Хмельницого
- «Актёры между собой, или первый дебют актрисы Троепольской», либретто Сергея Копылова.
- «Анна Каренина», муз. драма (мюзикл), либретто Натальи Индейкиной, тексты музыкальных номеров Эдуарда Гайдая

### Фильмография
Автор музыки в кино и на телевидении.

| Год  |     | Название                     | Примечание |
| ---- | --- | ---------------------------- | ---------- |
| 1999 | с   | Школа интриг                 | Композитор |
| 2000 | с   | Спасатели. Критическая масса | Композитор |
| 2002 | с   | Жизнь продолжается           | Композитор |
| 2002 | тф  | Вицмундир                    | Композитор |
| 2003 | мф  | Рыцарский роман              | Композитор |
| 2003 | с   | Демон полдня                 | Композитор |
| 2005 | с   | Sказка о sчастье             | Композитор |
| 2005 | с   | Всё золото мира              | Композитор |
| 2005 | с   | Тронутые                     | Композитор |
| 2006 | с   | Всегда говори «Всегда» — 3   | Композитор |
| 2006 | с   | Коллекция                    | Композитор |
| 2006 | с   | Под Большой медведицей       | Композитор |
| 2007 | с   | День гнева                   | Композитор |
| 2007 | с   | Всегда говори «Всегда» — 4   | Композитор |
| 2009 | с   | Всегда говори «Всегда» — 5   | Композитор |
| 2010 | с   | Всегда говори «Всегда» — 6   | Композитор |
| 2011 | с   | Всегда говори «Всегда» — 7   | Композитор |
| 2012 | с   | Всегда говори «Всегда» — 8   | Композитор |
| 2012 | с   | Всегда говори «Всегда» — 9   | Композитор |
| 2012 | док | На краю судьбы               | Композитор |

Роли в кино

| Год  |   | Название             | Роль   |
| ---- | - | -------------------- | ------ |
| 2000 | с | Бандитский Петербург | эпизод |

## Награды и звания, премии
- Международный композиторский конкурс хоровых композиций в г. Йиглаве, Чехия, 1998 год — 3 место
- Победитель конкурса Союза театральных деятелей Российской Федерации на лучший детский мюзикл, за мюзикл «Кошка», 2010 год[5] (председатель жюри — Раймонд Паулс)
- Зрительская премия «Звезда театрала» за мюзикл «Кошка, которая гуляла сама по себе», 2021 год[6]
- Фестиваль «Музыкальное сердце театра» — четырежды номинант на лучшую музыку (мюзиклы «Великий Гэтсби», «Сирано де Бержерак», "В джазе только девушки", "Кошка, которая гуляла сам по себе"), лауреат за лучший детский мюзикл, лауреат за спектакль, получивший  премию зрительских симпатий[7]

## Семья
- Отец — Моисей Израилевич Баскин, главный инженер железнодорожной станции Курган.
- Мать — Регина (Рахиль) Моисеевна Баскина (Сухаревская) — врач-терапевт.
  - Сестра — Бухарина (Баскина) Галина Моисеевна, поэт, педагог, журналист.
    - Племянница — Межова (Бухарина) Юлия Григорьевна, театровед.
- Первая супруга — Баскина Наталья Борисовна, экономист.
  - Сын — Баскин Илья Владимирович, бодибилдер и фитнес-тренер, чемпион Санкт-Петербурга и Ленинградской области по бодибилдингу (род. 1990)
  - Дочь — Баскина Софья Владимировна, биолог (род. 1998)
- Вторая супруга — Асоргина Юлия Юрьевна, актриса, певица.
  - Сын — Баскин Михаил Владимирович (род. 2016)